# Varaignes
Varaignes – miejscowość i gmina we Francji, w regionie Nowa Akwitania, w departamencie Dordogne.
Według danych na rok 1990 gminę zamieszkiwały 432 osoby, a gęstość zaludnienia wynosiła 26 osób/km² (wśród 2290 gmin Akwitanii Varaignes plasuje się na 765. miejscu pod względem liczby ludności, natomiast pod względem powierzchni na miejscu 674.).